# Fosso di Iolo
Il Fosso di Iolo è un torrente italiano, affluente di sinistra dell'Ombrone Pistoiese.

## Il corso ed il regime idrologico
Nasce col nome di Bardena dal monte Iavello, situato tra i comuni di Prato e Vaiano, e prende il nome prima di fosso della Dogaia e all'altezza di Narnali prende il nome di Fosso di Iolo, grazie alla localita' omonima che lambisce nel tratto finale. Bagna La Dogaia, Viaccia, Narnali, Galciana, Vergaio per poi arrivare a Iolo attraversare il Coderino e le Risaie per poi gettarsi nell'Ombrone Pistoiese nei pressi della Madonnina al confine con la località di Molin Nuovo (Quarrata), creando un punto di confine tra le provincie di Prato e Pistoia.
Questo torrente ha un regime marcatamente torrentizio. Solitamente nei mesi che vanno da maggio ad ottobre, l'alveo è perennemente in asciutta. Numerosi i danni subiti quindi dalla fauna ittica, che altrimenti sarebbe veramente variegata. Ogni anno notevoli quantità di trote fario, vaironi, scazzoni, cavedani e persici risalgono dall'Ombrone Pistoiese fino a Iolo per poi morire quando la piena si estingue. Riceve numerosi fossi e gore che ne aumentano la piena in inverno.
Negli scorsi anni è stata costruita una cassa di espansione nella zona tra il parco di Galceti e Maliseti utile per laminare le notevoli piene scaturite dalle copiose piogge autunnali.
Tramite un varco effettuato sull'argine destro l'acqua entra nella sopracitata vasca d'espansione riducendo notevolmente la portata del Fosso a valle dell'opera idraulica salvaguardando i nuclei urbani che vengono attraversati dal Fosso stesso, (Maliseti, Narnali, Galciana, Casale, Iolo), prima di gettarsi nell'Ombrone Pistoiese.
In alcuni punti è persino possibile attraversarlo in prossimità di guadi costruiti nel secolo scorso: a Narnali e a Iolo.
Nell'ultimo periodo vi è stata costruita, per buona parte del tracciato, una pista ciclabile, in gran parte sterrata, che va dal Parco di Galceti, fino alle Cascine di Tavola.

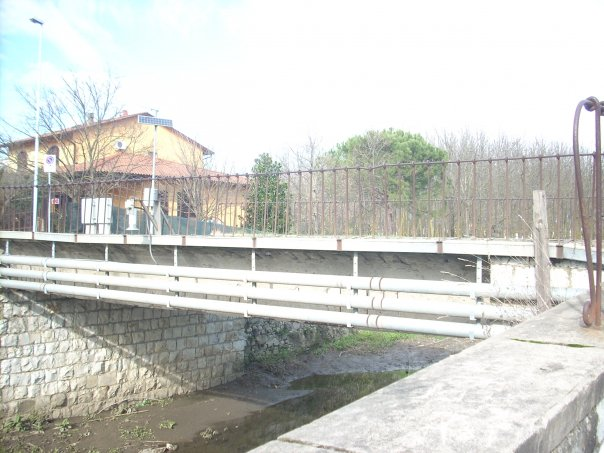
Il fosso di Iolo nell'attraversamento di Iolo, ponte su Via XX Settembre

## Affluenti
I suoi principali affluenti sono il Ficarello, che sbocca nel fosso di Iolo all'altezza della località chiamata Le Portacce, e altri piccoli canali artificiali, chiamati "gore", derivati nel medioevo dal Bisenzio a Prato e alcuni condotti attraverso la piana verso il fosso.

## Storia
Il fosso è stato realizzato, sulla base di un torrente già preesistente, attorno al 1100, per difendere la città di Prato da Pistoia dai continui attacchi dei Lucchesi contro le armate fiorentine.
In prossimità di attraversamenti viari erano corrisposti ponti levatoi per favorire l'attraversamento dello stesso, cosa che non è arrivata fino ai giorni nostri.
Nel 1927, nella località chiamata La Madonnina, Angiolo Cafissi, fece costruire, aiutato dai suoi compaesani aiolesi e da quelli di Tizzana, due ponti, uno che attraversava il Fosso di Iolo, e l'altro che attraversava l'Ombrone Pistoiese. Tali ponti erano stati realizzati a una campata con due pilastri, larghi 1 metro, permettevano solamente il passaggio delle sole persone, favorendo il collegamento tra le due frazioni.
A tale monito venne costruita una madonnina con una targa posta a ricordo dell'inaugurazione nel fazzoletto di terra tra i due torrenti, dove l'ultima domenica di maggio viene venerata dalla popolazione delle due località.
Durante la seconda guerra mondiale, nella ritirata dei tedeschi furono fatti saltare in aria tutti i ponti che l'attraversavano, da Narnali, a Iolo. Vennero ricostruiti tutti nell'immediato dopoguerra.